# Tom Bundy
Thomas (Tom) Bundy ,  né le 8 octobre 1881 et décédé le 13 octobre 1945, est un ancien joueur de tennis américain. Il a remporté trois fois l'US Open en double, en 1912, 1913 et 1914. Il est l'époux de la célèbre joueuse May Sutton Bundy et le père de Dorothy Bundy, également joueuse de tennis.

## Palmarès (partiel)

### Finales de simple perdues
|   | Date | Nom et lieu du tournoi    | Cat.      | ($) | Surf.        | Vainqueur      | Score                   |          |
| 1 | 1910 | US Men's National Champ’s | G. Chelem |     | Herbe (ext.) | William Larned | 6-1, 5-7, 6-0, 6-8, 6-1 | Parcours |

### Titres en double
|   | Date | Nom et lieu du tournoi    | Cat.      | ($) | Surf.        | Partenaire         | Finalistes                     | Score              |          |
| - | ---- | ------------------------- | --------- | --- | ------------ | ------------------ | ------------------------------ | ------------------ | -------- |
| 1 | 1912 | US Men's National Champ’s | G. Chelem |     | Herbe (ext.) | Maurice McLoughlin | Raymond Little Gus Touchard    | 3-6, 6-2, 6-1, 7-5 | Parcours |
| 2 | 1913 | US Men's National Champ’s | G. Chelem |     | Herbe (ext.) | Maurice McLoughlin | John Strachan Clarence Griffin | 6-4, 7-5, 6-1      | Parcours |
| 3 | 1914 | US Men's National Champ’s | G. Chelem |     | Herbe (ext.) | Maurice McLoughlin | George Church Dean Mathey      | 6-4, 6-2, 6-4      | Parcours |

### Finales de double perdues
|   | Date | Nom et lieu du tournoi    | Cat.      | ($) | Surf.        | Vainqueurs                     | Partenaire         | Score                   |          |
| - | ---- | ------------------------- | --------- | --- | ------------ | ------------------------------ | ------------------ | ----------------------- | -------- |
| 1 | 1910 | US Men's National Champ’s | G. Chelem |     | Herbe (ext.) | Fred Alexander Harold Hackett  | Trowridge Hendrick | 6-1, 8-6, 6-3           | Parcours |
| 2 | 1915 | US Men's National Champ’s | G. Chelem |     | Herbe (ext.) | Bill Johnston Clarence Griffin | Maurice McLoughlin | 2-6, 6-3, 6-4, 3-6, 6-3 | Parcours |